# Dutchbat
El Dutchbat (de Dutch: neerlandés y Bat: batallón) fue un batallón de Países Bajos de las Naciones Unidas en Bosnia y Herzegovina, perteneciente a UNPROFOR. Fue desplegado entre febrero de 1994 y julio de 1995 en diferentes misiones durante las guerras de Yugoslavia de 1992-1995. En su tercer reemplazo, Dutchbat III, comandado por el teniente coronel Thomas Karremans y destinado a proteger el área segura de Srebrenica, supervisó como miles de hombres y niños iban a ser transportados a zona bosnia, tras la caída de la ciudad en manos del ejército serbobosnio. Después, se descubrió que unos 8.000 de ellos fueron asesinados.
Su última misión, como Dutchbat IV, se desarrolló dentro de la Operación EUFOR Althea de la Unión Europea en 2004.

## Misión
El contingente relevó a dos compañías canadienses en la misión, y estaba compuesto por dos compañías de Infantería y una de plana mayor, unos 450 militares en cada uno de los tres relevos (denominados Dutchbat I, II y III) de que constó la misión, armados tan sólo con armas cortas y blindados con ametralladoras. El cuartel general fue instalado en una antigua fábrica de baterías en Potocari, a 5 km de Srebrenica, además de 30 OPs (puestos de observación) a lo largo de todo el perímetro del enclave. Integrado en el UNPROFOR, su misión consistía en la protección de la población civil de este enclave bosníaco, denominado "área segura" por la ONU, en zona bajo asedio del VRS, el Ejército de la República Srpska. Sólo estaban autorizados al uso de la fuerza en defensa propia, y contaban con el apoyo aéreo de la OTAN para garantizar la misión.

## Acontecimientos
Definido por algunos analistas como "una ratonera" por su situación geográfica, el enclave sufrió un fuerte bloqueo por las fuerzas serbobosnias del general Ratko Mladić, que dejó al batallón holandés incomunicado y con graves carencias de suministros. Un soldado holandés murió el 9 de marzo por fuego de mortero del VRS. Cuando la artillería del VRS aplastó la resistencia de la 28ª División de Montaña del ARBiH que defendía la ciudad, el teniente coronel Karremans cursó una solicitud urgente de apoyo aéreo a las Naciones Unidas, que por diferentes motivos llegó demasiado tarde, con el ataque de dos F-16 holandeses sobre carros de combate del VRS, pero los ataques debieron ser cancelados al amenazar los serbobosnios con ejecutar a 50 miembros del Dutchbat III que habían tomado como rehenes.

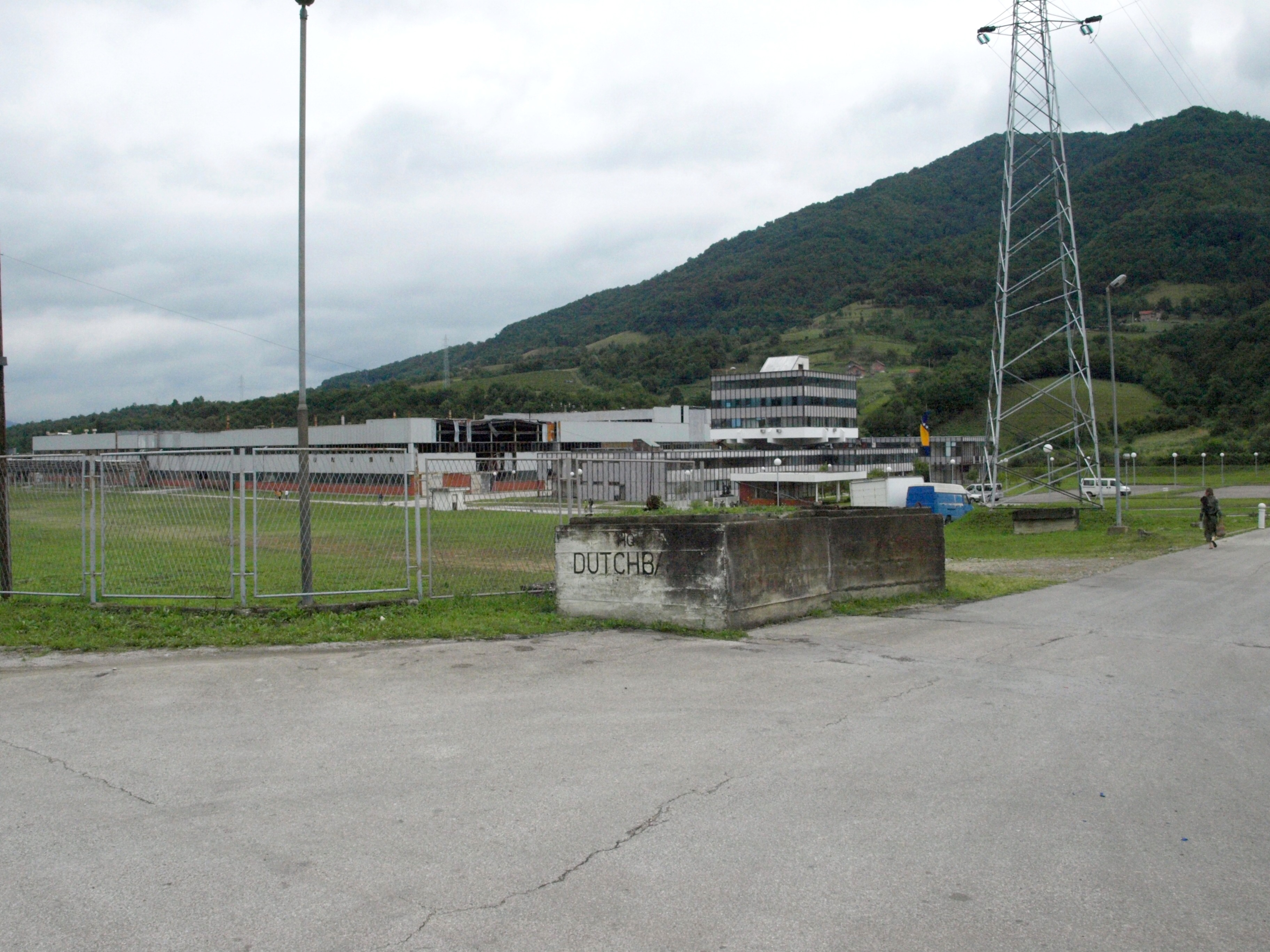
Cuartel general del Dutchbat, ubicado en una antigua fábrica de baterías en Potočari.

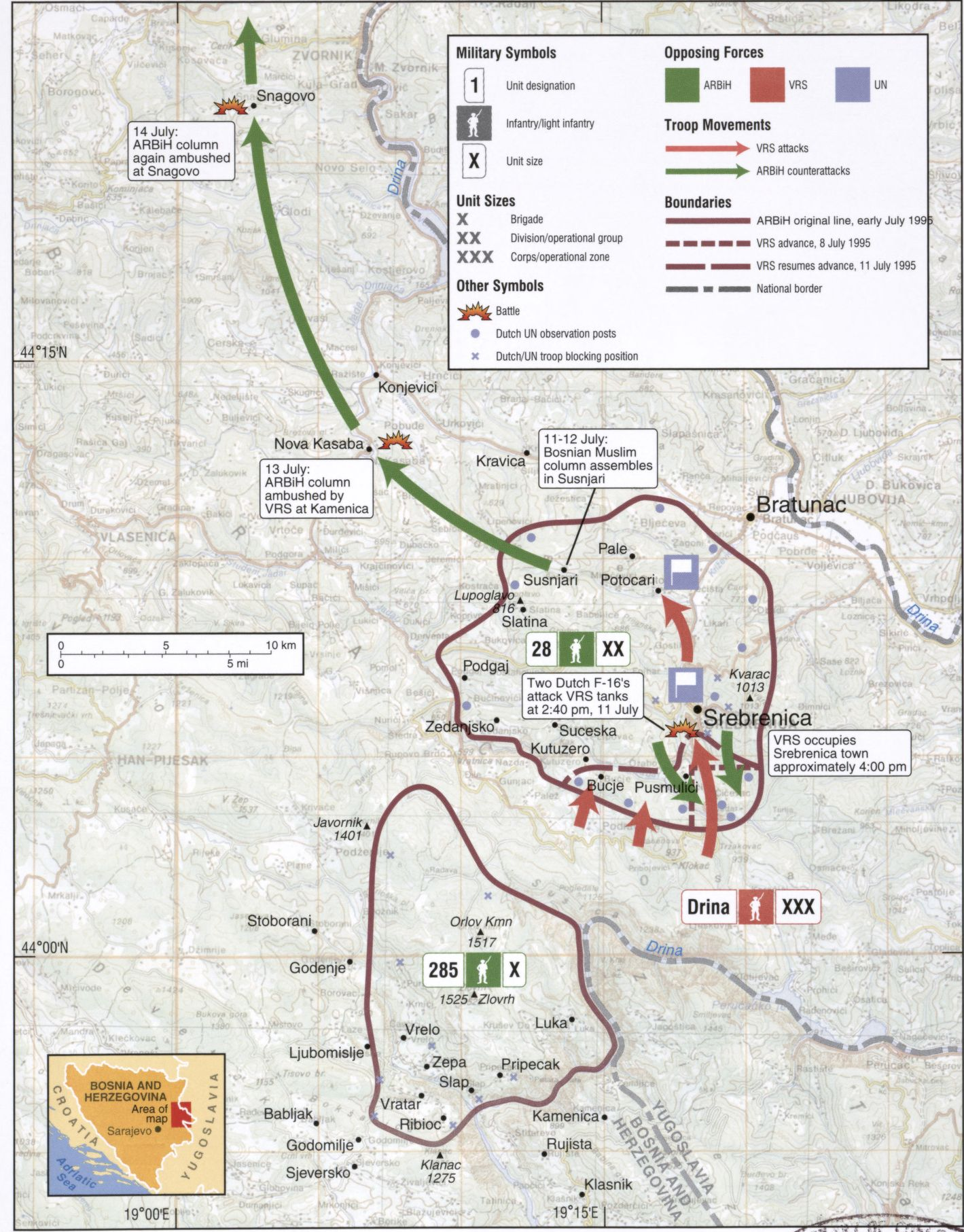
Mapa de la ubicación del Dutchbat y del frente en Srebrenica

Las columnas de Mladić tomaron la ciudad el 11 de julio de 1995, ocasionando la desbandada de sus habitantes (unos 50.000 en ese momento). Unos 15.000 emprendieron la huida a pie hacia Tuzla, pero la mayoría buscó refugio al amparo de los cascos azules en Potocari. Durante la retirada de una patrulla de un OP asediado por el VRS, murió el soldado holandés Raviv van Rensen, al atacar los bosnios el blindado que tripulaba. Mladić se reunió con Karremans , y bajo graves amenazas y la sumisión del militar holandés, se aseguró que la Dutchbat no tomara parte en el desenlace. Así, con el pretexto de desalojar de población bosnia la ciudad, las mujeres y los niños refugiados fueron trasladados en autobuses a zona bajo control bosnio, aduciendo que los hombres serían trasladados después. La realidad fue que, sin actuación alguna por parte del Dutchbat III, los serbios perpetraron un genocidio, conocido como masacre de Srebrenica, donde unos 8.000 varones bosnios de distintas edades fueron asesinados por militares y paramilitares serbios.
El 21 de julio, con toda la zona ya bajo control del VRS, el batallón holandés abandonó definitivamente el enclave. Su despedida, saludada efusivamente por Mladić, fue recogida por las televisiones de todo el mundo.

## Consecuencias
Este hecho tuvo un gran impacto en la opinión pública en los Países Bajos. Tanto es así, que una investigación oficial de lo sucedido por parte del Instituto de Documentación de Guerra de los Países Bajos (NIOD), publicada el 10 de abril de 2002, costó la dimisión del gobierno del primer ministro Wim Kok seis días más tarde. Este informe, de 3.400 páginas, atribuía a los altos mandos políticos y militares del país una conducta de negligencia criminal por no impedir la masacre, como responsables de la actuación del Dutchbat. Sus conclusiones fueron devastadoras:
- La misión no fue adecuadamente preparada.
- No hubo sincronización entre el Ministerio de Defensa y el de Relaciones Exteriores.
- El contingente no recibió suficientes medios para cumplir la misión, sin potencia de fuego ni capacidad de autodefensa.
- Los responsables del apoyo aéreo se negaron a prestar la ayuda solicitada por Karremans.
- El Estado holandés y la ONU no cumplieron con sus obligaciones.

El 4 de diciembre de 2006, el ministro de Defensa Henk Kamp impuso una condecoración a los soldados del Dutchbat III, la draaginsigne DBIII. Fue un reconocimiento para no hacer pagar a los militares la caída del enclave tras las desastrosas consecuencias que deparó. La concesión de la insignia dio lugar a una importante crítica, incluida la de los supervivientes y familiares de las víctimas de Srebrenica. 
En junio de 2007 una asociación de familiares de víctimas presentó una denuncia en La Haya contra el Gobierno de los Países Bajos y la ONU por su negligencia en la masacre, y en octubre del mismo año, doce de los integrantes del Dutchbat realizaron una visita al memorial de la masacre en Srebrenica para rendir homenaje a las víctimas, a pesar de que algunos familiares de éstas se opusieron. Según testimonios de 171 de los integrantes del batallón, el 65% dejó el Ejército, un 40% sigue con tratamiento psicológico y un 10% muestra síntomas de estrés postraumático.
En julio de 2009, durante el proceso del TPIY a Radovan Karadzic como principal instigador de la masacre, éste declaró que los soldados del Dutchbat "...lo hicieron lo mejor que pudieron en circunstancias tan complicadas." Según Karadzic, el batallón fue injustamente criticado tras los acontecimientos, y el reducido tamaño del contingente "condenaba la misión al fracaso".

## Adaptación al cine
La actuación del contingente neerlandés en la Guerra de Bosnia mantiene una gran repercusión sobre la opinión pública del país. En 2009 fueron estrenadas dos películas sobre los sucesos de Srebrenica: Resolution 819 (Resolución 819), presentada en el Festival de Cine de Roma, que muestra la parte más dura de la matanza, y Snow (Nieve), que se centra más en las secuelas de la misma.